# Didymosphaeria petrakiana
Didymosphaeria petrakiana är en lavart som beskrevs av Sacc. 1914. Didymosphaeria petrakiana ingår i släktet Didymosphaeria och familjen Didymosphaeriaceae.   Inga underarter finns listade i Catalogue of Life.